# Sven Peter Leffler
Sven Peter Leffler, född 7 juni 1776, död 11 oktober 1850, var en svensk läkare, skriftställare och boktryckare.
Sven Peter Leffler var son till stadsmäklaren och skeppsklareraren i Göteborg: Johan Håkan Leffler och Elisabeth Kullman. Efter uppfostran i det herrnhutiska institutet Kristianfelds i Schleswig, inskrevs Leffler vid Lunds universitet, men begav sig efter några år till Uppsala, där han 1797 blev medicine doktor. Sedan han en tid varit praktiserande läkare i Göteborg och därefter en tid uppehållit sig i Köpenhamn återvände han sedan till Uppsala, där han 1833 med sin måg Sebell blev ägare till det akademiska tryckeriet. Efter bosättningen i Uppsala ägnade sig Leffler helt åt litteraturen. 
Förutom att vara förläggare till kända författare som Malla Silfverstolpe och Erik Gustaf Geijer, samt vetenskapsmän som Jöns Jacob Berzelius och Wilhelm Hisinger, redigerade han och utgav Emanuel Bruzelius Bibliothek der Deutschen Classiker, och översatte även en rad tyska skalder.
Han deltog även i redigerandet i Tidning i blandade ämnen och utgav från 1833 Uppsala-Korrespondenten.
Sven Peter Leffler är begravd på Uppsala gamla kyrkogård.